# Programme Mars Scout

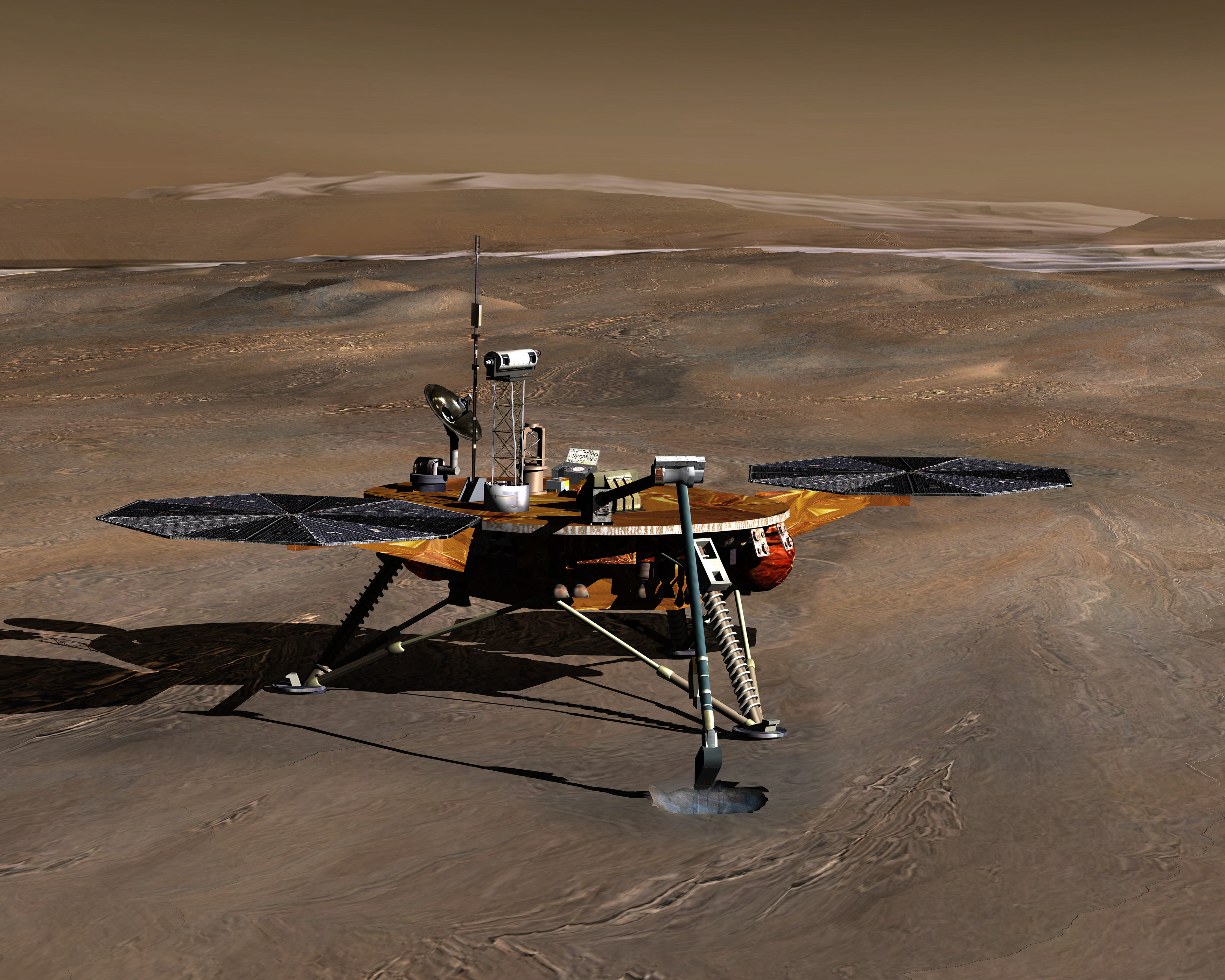
Phoenix (vue d'artiste).

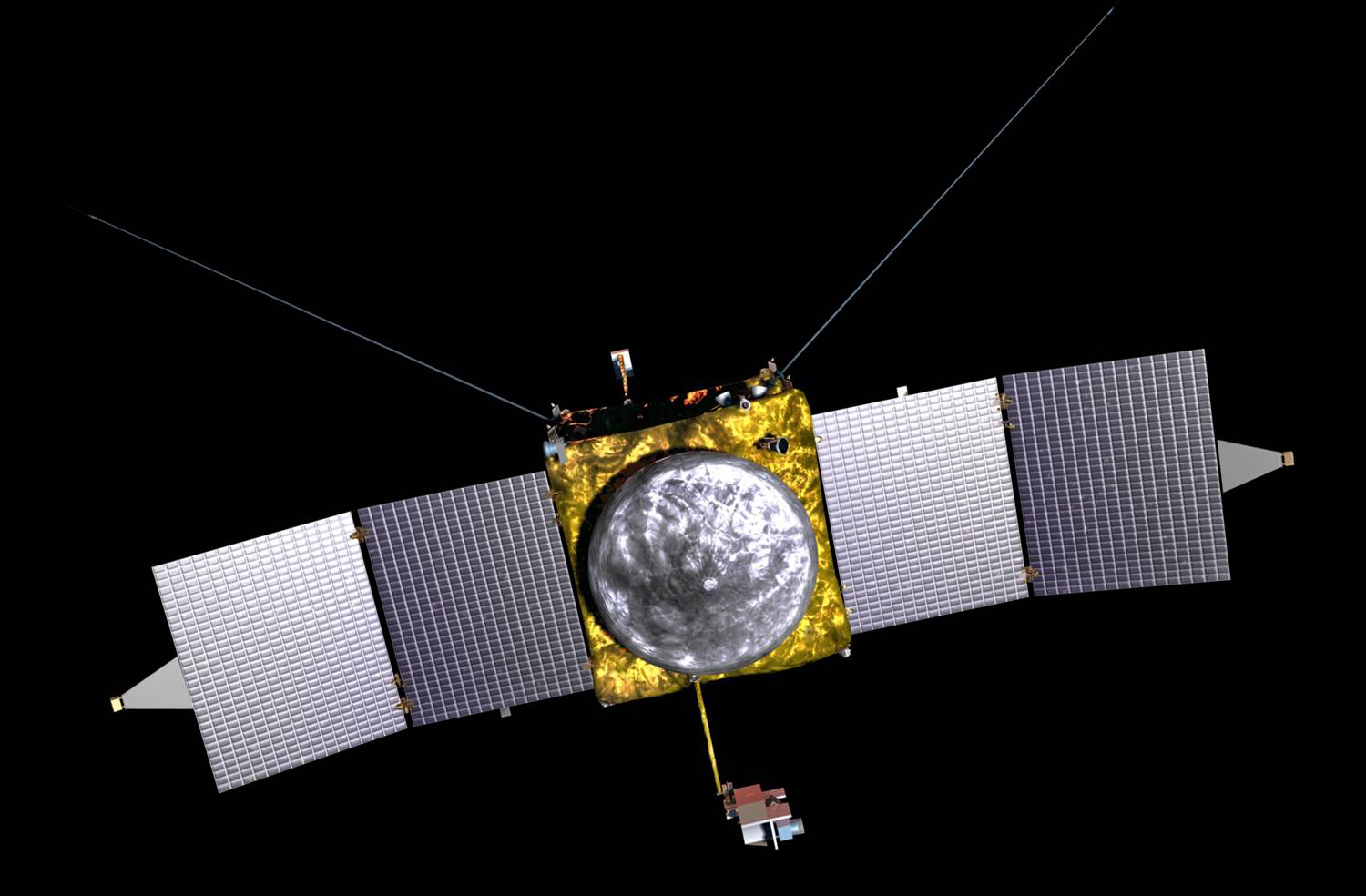
MAVEN (vue d'artiste).

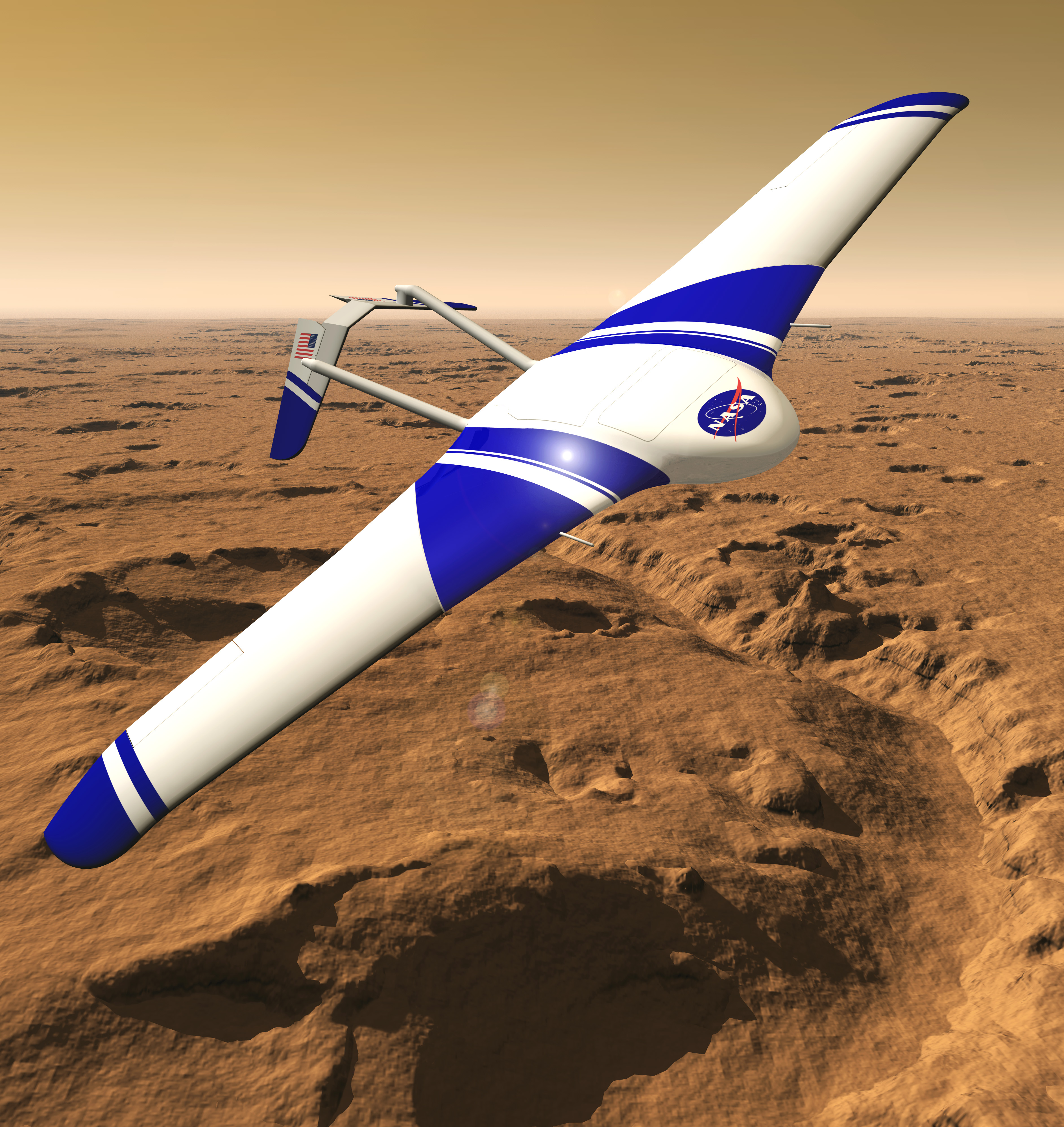
ARES volant au-dessus de la surface de Mars (vue d'artiste).

Le programme Mars Scout (en français : « missions de reconnaissance de Mars ») est un programme d'exploration de la planète Mars de l'agence spatiale américaine, la NASA, en 2010 destiné aux développements de sondes spatiales à coût modéré, c'est-à-dire moins de 450 millions de dollars (en 2011) en excluant les coûts de lancement. Ces missions étaient destinées à remplacer le concept des micromissions basées sur le fameux « faster, better, cheaper » (en français : « plus vite, mieux, moins cher ») qui avait montré ses limites avec l'échec des sondes spatiales Mars Polar Lander et Mars Climate Orbiter.
Chaque mission est développée et sélectionnée par la communauté scientifique autour d'un objectif principal découlant des découvertes les plus récentes. Ces missions peuvent être très diverses et utiliser des atterrisseurs, des planeurs et des ballons. Deux missions sont développées dans le cadre de ce programme : la sonde Phoenix est lancée et remplit sa mission en 2008, puis MAVEN est lancée en novembre 2013. La troisième mission InSight est lancée en mai 2018. Le programme Mars Scout faisait partie du programme Discovery, qui regroupe un ensemble de sondes spatiales à bas coût comme MESSENGER, Dawn ou Kepler. Deux autres programmes de la NASA sont, en 2009, consacrés à l'exploration du système solaire : le programme New Frontiers qui regroupe des missions de coût moyen comme New Horizons et Juno et le programme Flagship (renommés les NASA large strategic science missions) consacré aux sondes très coûteuses (de 1 à 3 milliards de dollars) comme l'Europa Jupiter System Mission alors prévue pour 2020.
En 2010, la NASA décide de mettre fin au programme tout en poursuivant la construction de la deuxième et donc dernière mission MAVEN. Les raisons avancées par l'agence sont que les futures missions d'exploration de Mars portaient dorénavant sur des engins au sol donc coûteux et n'entrant pas dans l'enveloppe financière allouée par le programme Mars Scout.

## La mission scout Phoenix
En juin 2001, dix projets étaient sélectionnés sur 43 à l'origine. En décembre 2002, quatre missions sont finalistes. La NASA, par souci d'économie (le prix de revient maximal étant de 325 millions de dollars), retient la mission Phoenix, programmée pour août 2007 dont l'objectif est d'atterrir près du pôle nord de la planète et d'y mener des études sur la composition du sol et de l'atmosphère. Les autres missions candidates sont les missions SCIM, ARES et MARVEL.
Phoenix réutilise l'atterrisseur construit initialement pour la sonde Mars Surveyor Lander 2001 et abandonné en 2000 après l'échec de Mars Polar Lander, qui s'est écrasée sur Mars en 1999. Ceci permet de réaliser de substantielles économies. Il embarque un ensemble d'instruments, hérités des missions Mars Polar Lander et Mars Surveyor. L'atterrissage en mai 2008 a lieu dans une région située entre 65° et 75° de latitude nord, près de la calotte polaire nord. La sonde statique doit analyser la composition du sol et de l'atmosphère près du pôle nord de Mars (alors que Mars Polar Lander devait explorer le pôle sud), où Mars Odyssey avait découvert des indices de fortes concentrations de glaces dans le sol. Ses deux principaux objectifs seront d'étudier la présence dans le sol de molécules volatiles (eau et méthane en particulier) et organiques et de détecter des régions compatibles avec l'existence d'éventuelles formes de vie.
La mission Phoenix lancée en 2007 a accompli sa mission avec succès en 2008.

## La mission MAVEN
À la suite d'un appel à candidature lancé par la NASA en aout 2006, MAVEN (Mars Atmosphere and Volatile EvolutioN) a été sélectionnée parmi 20 propositions en septembre 2008 comme deuxième mission du programme Mars Scout. MAVEN doit déterminer quels sont les mécanismes à l'origine de la disparition de l’atmosphère de la planète et notamment étudier les interactions entre l'atmosphère résiduelle et le vent solaire. La sonde reprend les caractéristiques de Mars Reconnaissance Orbiter et embarque huit instruments scientifiques. Elle doit se placer sur une orbite fortement elliptique autour de Mars pour en étudier l'atmosphère. Le coût du projet est de 485 millions de dollars. La mission scientifique est placée sous la responsabilité du Laboratoire de physique atmosphérique et spatiale de l'Université du Colorado à Boulder. Le projet est mené par le Centre spatial Goddard de la NASA et la fabrication de la sonde spatiale est confiée à l'établissement de Lockheed Martin situé à Littleton dans l'état du Colorado. MAVEN doit être lancé fin 2013 par une fusée Atlas V ou Delta IV.

## Autres missions candidates
Plusieurs missions étaient envisagées pour un troisième lancement en 2018 avant que le programme Mars Scout soit abandonné. À l'époque, trois missions étaient envisagées : SCIM, ARES et MARVEL.

### SCIM (Sample Collection for Investigation of Mars)
SCIM est une mission de retour d'échantillons. La collecte des échantillons en suspension dans l'atmosphère martienne se serait fait au moyen d'un aérogel et ils auraient été ensuite renvoyés sur Terre grâce à une trajectoire ne demandant pas de gros système de propulsion (« free-return trajectory »). Ces échantillons apporteraient de nombreuses informations sur la composition chimique de Mars et sur une éventuelle activité biologique.

### ARES (Aerial Regional-scale Environmental Survey)
ARES est un planeur qui aurait dû fournir les premières mesures in-situ de la basse atmosphère, avec des mesures des propriétés chimiques de l'atmosphère à une petite distance du sol. Ceci aurait fourni aux scientifiques des indices sur l'évolution chimique de la planète, son histoire climatique et sur sa possible activité biologique.

### MARVEL (Mars Volcanic Emission and Life Scout)
MARVEL aurait utilisé une sonde orbitale identique à celle utilisée pour l'étude de l'atmosphère terrestre. Son but aurait été d'étudier les propriétés photochimiques de l'atmosphère martienne pour rechercher des traces d'émissions pouvant provenir d'un volcanisme encore actif ou d'une activité microbiologique. Elle aurait pu également suivre le comportement de l'eau dans l'atmosphère de la planète pendant une année martienne complète.